# Pierre Ithier de Pavie
Pierre Ithier (zm. 1 sierpnia 1182) – francuski kardynał. Znany także jako Piotr z Pawii, z uwagi na fakt, że w Pawii przez wiele lat pełnił urząd archidiakona.

## Życiorys
Był kolejno opatem wspólnoty kanoników regularnych w Chartres, biskupem elektem Meaux (1171–1175), kardynałem prezbiterem San Crisogono (wrzesień 1173 do maja 1179) i kardynałem biskupem Tusculum (od maja 1179). W latach 1174–1178 działał jako legat papieski w Langwedocji w celu zwalczania herezji katarów. Uczestniczył w Soborze Laterańskim III. W kwietniu 1181 został ponownie wysłany z misją legacką do Francji i Niemiec. Około 1180 obrano go arcybiskupem Bourges, nigdy jednak nie objął tej archidiecezji. Sygnował bulle papieskie datowane między 14 października 1173 a 2 sierpnia 1182.